# グスタフ・カリクスト・フォン・ビロン
グスタフ・カリクスト・フォン・ビロン（Gustav Kalixt Fürst von Biron-Wartenberg, 1780年1月29日 - 1821年6月20日）は、ドイツ・プロイセンの貴族、軍人。ビロン＝ヴァルテンベルク侯。最終階級は中将。クールラント・ゼムガレン公国の旧統治者家門ビロン・フォン・クールラント家の当主。

## 生涯
クールラント公ペーター・フォン・ビロンの弟でロシア帝国軍の将軍だったカール・エルンスト・フォン・ビロン（Karl Ernst von Biron）と、その妻でポーランド貴族のアポロニア・ポニンスカ伯爵夫人（1760年 - 1800年）の間の長男として生まれた。クールラントが1795年にロシアに併合された直後にロシア陸軍の近衛士官となり、ロシア宮廷の侍従の称号を与えられたが、後にプロイセン軍に移った。
1800年に男子の無い伯父ペーターが、翌1801年に父が相次いで亡くなると、ビロン家の長子世襲財産であるシレジアのグロース・ヴァルテンベルク（現在のポーランド領ドルヌィ・シロンスク県シツフ）を相続し、ビロン＝ヴァルテンベルク侯爵（Fürst von Biron-Wartenberg）の称号で呼ばれた。またクールラント公爵位請求権に対する補償として、ロシア政府から1万8000ドゥカートの年金を受給する資格も伯父から受け継いだ。一方、ザーガン公爵領に関しては従妹のヴィルヘルミーネの相続分とされた。
1806年にマルトツァーン伯爵夫人フランツィスカ（1790年 - 1849年）と結婚し、次男カリクスト（Calixt Biron von Curland）を始め2男4女の6人の子女をもうけた。グスタフ・カリクストの代から、ビロン家はプリンツ・ビロン・フォン・クールラント（Prinz Biron von Curland）の家名を名乗る様になった。1813年および1814年の第六次対仏大同盟戦争に参加し、その後はグラーツ郡（Landkreis Glatz）の郡長などを務めた。1821年にバート・エムスで死去した。